# Sandra Post
Pour les articles homonymes, voir Post.
Sandra Post, née le 4 juin 1948 à Oakville (Canada), est une golfeuse professionnelle canadienne.
Elle y est l'une des meilleures golfeuses du circuit dans les années 1960, 1970 et 1980 remportant un tournoi majeur - le Championnat de la LPGA en 1968. Elle compte au total dix victoires professionnelles, dont huit sur le circuit LPGA. 

## Palmarès

### Victoires professionnelles
| N° | Date       | Circuit principal | Tournoi                | Score           | Par | Marge   | Finaliste       |
| -- | ---------- | ----------------- | ---------------------- | --------------- | --- | ------- | --------------- |
|    | 24/06/1968 | LPGA              | Championnat de la LPGA | 72-75-74-73=294 | + 2 | Playoff | Kathy Whitworth |